# Vimory
Vimory – miejscowość i gmina we Francji, w Regionie Centralnym, w departamencie Loiret.
Według danych na rok 1990 gminę zamieszkiwało 1028 osób, a gęstość zaludnienia wynosiła 39 osób/km² (wśród 1842 gmin Regionu Centralnego Vimory plasuje się na 384. miejscu pod względem liczby ludności, natomiast pod względem powierzchni na miejscu 446.).